# Irina Simagina
Irina Simagina (Riazán, Rusia, 25 de mayo de 1982) es una atleta rusa, especializada en la prueba de salto de longitud en la que llegó a ser subcampeona olímpica en 2004.

## Carrera deportiva
En los JJ. OO. de Atenas 2004 ganó la medalla de plata en el salto de longitud, con un salto de 7.05 metros, quedando en el podio tras su compatriota Tatyana Lebedeva (oro con 7.07 m) y por delante de otra rusa Tatyana Kotova (bronce con 7.05 metros).